# Internationaler Montanhistorischer Kongress
Der Internationale Montanhistorische Kongress wurde 2001 im österreichischen Schwaz von Rudolf Palme und Wolfgang Ingenhaeff-Berenkamp als internationale Forschungsveranstaltung gegründet. 2002 fand die erste öffentliche Veranstaltung statt.
Im Jahr 2001 überzeugte Alexander Sarlay, Geschäftsführer des Schwazer Silberbergwerk Besucherführung GmbH, den Innsbrucker Universitätsprofessor Rudolf Palme von der Idee, die Bedeutung des Tiroler Bergbaus in seiner historischen Tragweite wissenschaftlich darzustellen. Wolfgang Ingenhaeff-Berenkamp schloss sich dieser Zusammenarbeit an und es wurde der Montanhistorische Kongress mit internationaler Beteiligung konzipiert. Noch während der Vorbereitungen zur ersten Tagung im Jahr 2002 starb Rudolf Palme. Wolfgang Ingenhaeff führt seitdem die Idee weiter. Unter seiner Leitung entwickelte sich der Kongress zu einem bedeutenden jährlichen Treffpunkt unter Forschern der Montanhistorik.
Der Internationale Montanhistorische Kongress stellt die Geschichte des Tiroler Berg- und Hüttenwesens in den Mittelpunkt. Vorträge und Diskussionen der Referenten richten sich an Fachpublikum und breite Öffentlichkeit gleichermaßen. Die Veranstaltung ist für frei zugänglich und kostenlos.

## Tagungen
- 2002: Schwazer Silber – vergeudeter Reichtum Verschwenderische Habsburger in Abhängigkeit vom oberdeutschen Kapital an der Zeitenwende vom Mittelalter zur Neuzeit
- 2003: Wasser – Fluch und Segen
- 2004: Bergvolk und Medizin
- 2005: Bergbau und Holz
- 2006: Bergbau und Recht
- 2007: Bergbau und Religion
- 2008: Bergbau und Alltag
- 2009: Bergbau & Berggeschrey
- 2010: Bergbau und Kunst I: Bildende Künste (Architektur, Grafik, Malerei, Glasmalerei etc.)
- 2011: Bergbau und Kunst II: Darstellende Künste (Musik, Theater, Film, Literatur, Brauchtum etc.)
- 2012: Bergbau und Kunst III: Technische Künste (Wasserkunst, Wetterkunst, Markscheidekunst, Förderkunst, Fahrkunst, Schmelzkunst etc.)
- 2013: Bergbau und Krieg
- 2014: Bergbau und Persönlichkeiten
- 2015: Bergbau und sein Erbe
- 2016: Bergbau und Umwelt
- 2017: Bergbau auf Salz
- 2018: Bergbau und Reformation/Gegenreformation.[3] Bergbaureviere in Zeiten religiösen und gesellschaftlichen Umbruchs
- 2019: Maximilian I. – „ain sonder liebhaber der perkwerch“[4][5]

## Publikationen
- Bergbau und Holz, 2005, ISBN 3-85093-213-3
- Bergbau und Recht, 2007, ISBN 978-385093-221-9
- Bergbau und Alltag, 2009, ISBN 978-3-85093-252-3
- Bergbau und Berggeschrey, 2010, ISBN 978-3-85093-262-2
- Bergbau und Kunst I, 2011, ISBN 3-85093-279-6
- Bergbau und Kunst II, 2012, ISBN 978-3-85093-302-5
- Bergbau du Kunst III, 2013, ISBN 978-3-85093-314-8
- Bergbau und Krieg, 2014, ISBN 978-3-85093-331-5
- Bergbau und Persönlichkeiten, 2015, ISBN 978-3-85093-343-8
- Bergbau und sein Erbe, 2016, ISBN 978-3-85093-360-5
- Bergbau und Umwelt, 2017, ISBN 978-3-85093-377-3
- Bergbau auf Salz, 2017, ISBN 978-3-85093-386-5